# Tim Curry
Timothy James Curry (* 19. dubna 1946, Grappenhall, Anglie) je britský herec, komik a zpěvák, který během své kariéry vytvořil řadu významných rolí v divadle, ve filmu a v televizi. Světoznámým se stal svou rolí Doktora Franka N. Furtera ve filmové adaptaci muzikálu The Rocky Horror Picture Show (1975).
Tim Curry, syn metodistického kaplana, vystudoval drama a anglistiku v Cambridge a Birminghamu. Prvních úspěchů jako herec dosáhl v roce 1968 v muzikálu Hair, poté vystupoval v Royal Shakespeare Company, Glasgow Civic Repertory Company, a poté v Royal Court Theatre v O’Brianem inscenovaném muzikálu The Rocky Horror Show. Tento muzikál byl později zfilmován (pod názvem The Rocky Horror Picture Show) a stal se světově oblíbeným kultovním filmem.
Curry vystupoval později v dalších rolích (mimo jiné jako Mozart ve hře Petera Schaffera Amadeus, nebo jako král Artuš v muzikálu Spamalot, zakládajícím se na filmu Monty Python a Svatý Grál britské skupiny Monty Python), a také vydal celkem 4 alba.
Ztvárnil také zabijáckého klauna Pennywise v televizní adaptaci románu TO od Stephena Kinga.
V roce 2012 utrpěl mozkovou příhodu, po které je trvale upoután na vozík.

## Alba
- Read my lips (1978)
- Fearless (1979)
- Simplicity (1981)
- From the Vaults (2010)